# Carl Ibell
Carl Wilhelm Christian Ibell (* 15. Oktober 1744 in Idstein; † 31. Juli 1826) war Nassauischer Amtmann des Amtes Wehen gegen Ende des 18. und Anfang des 19. Jahrhunderts.
Carl Ibell war der Sohn des Idsteiner Rentmeisters Johann Andreas Ibell (* 29. Oktober 1703 in Zweibrücken; † 10. Juli 1782) und dessen Frau Maria Dorothea Friederike, geb. Müller. Er hatte vier Schwestern und einen Bruder, Friedrich Ibell, der Hauptmann der preußischen Armee wurde. Seine Schwester Charlotte Sophie Christiane (* 12. Juni 1738; † 10. Januar 1800) heiratete den Pfarrer Jacob Ludwig Schellenberg, dann Rektor in Idstein später in Bierstadt.
Carl Ibell besuchte das Gymnasium in Idstein und studierte in Göttingen Rechtswissenschaften. Nach dem Studium und dem Staatsexamen wirkte er als Anwalt am Reichskammergericht und wurde von Fürst Karl von Nassau-Usingen zum Cabinetssekretär ernannt. Auf eigenen Wunsch wurde er 1772 zum Amtmann des Amtes Wehen ernannt, wo er bis 1814 im Amte blieb.
Ibell führte im Herzogtum Nassau die Dreifelderwirtschaft, den Kartoffel- und Kleeanbau sowie die Schafzucht ein und förderte den Streuobstanbau.
Zur Senkung der Kindersterblichkeit ließ Ibell zahlreiche Verbesserungen der persönlichen Hygiene vornehmen, unter anderem die Unterscheidung von Wasserstellen für Mensch und Tier als auch die Ausbildung von Hebammen.

## Familie
Am 4. November 1773 heiratete er Christiane Dorothea Franzisca Schmidt, Tochter des Theologen Carl Ludwig Schmidt (1719–1756). Sein einziger Sohn Carl Friedrich Emil von Ibell führte ab 1808 als Regierungspräsident des Herzogtums Nassau-Usingen zahlreiche freiheitliche Reformen durch. Er hatte zudem drei Töchter:
- Friederike Henriette Dorothea Franziska (* 7. Oktober 1774; † 29. Januar 1848) ⚭ 5. Oktober 1792 mit Friedrich Jakob Koch, Pfarrer in Fürfeld, Kirchenrat und Dekan in Idstein
- Louise (1776–1857) ⚭ 1802 Gottfried Martin Willett (1765–1830)[2], Staatskassendirektor
- Marie Caroline Wilhelmine Dorothea (* 13. Februar 1778; † 22. März 1857) ⚭ 9. Mai 1805 mit Georg Ludwig Forst (* 4. März 1771; † 7. Dezember 1857), Justizrat in Wiesbaden
- Carl Friedrich Emil von Ibell (1780–1834), Regierungspräsident des Herzogtums Nassau.

Sein Schwiegersohn Georg Forst wurde sein Nachfolger als Amtmann in Wehen.